# Алинг-Гангри (хребет)
А́линг-Га́нгри (Наин-Синга, кит. трад. 阿陵山) — горный хребет в Китае, на юго-западе Тибетского нагорья, в системе Гандисышань.
Хребет простирается приблизительно на 600 км между 80° и 86° восточной долготы. Средние высоты составляют 4500—5000 м. Высшая точка — гора Алинг-Гангри (6720 м).
Гребень хребта имеет альпийские формы. Преобладают ландшафты высокогорных пустынь. На высоте более 4500 м лежат вечные снега и ледники. На южных склонах хребта, на высоте около 5500 м берёт начало исток Инда — река Синги.